# Агесілай II
Агесілай ІІ ([əˌdʒɛsəˈleɪəs]; дав.-гр. Ἀγησίλαος; близько 442 до н. е. — близько 358 до н. е.) — спартанський цар з 401, полководець та дипломат.
400 року до н.е. завершив війною з Елеєю, що розпочав ще його зведений брат Агіс II. В результаті від Еліди був відторгнута так звана «періекська» Трифілія, де було створено окремі громади, залежні від Спарти. 
В 396—394 роках до н. е. отримав ряд перемог над Персією в Малій Азії, але був відкликаний через невдалий для Спарти хід Коринфської війни (395—387). Після Анталікідового миру відновив на певний час гегемонію Спарти в Греції. Після перемог Епамінонда над Беотійським союзом з 378 по 362, Агесілай у пошуках коштів здійснив військову експедицію в Єгипет (361—360 до н. е.), де допомагав єгиптянам у війні з персами та брав участь в династичній боротьбі. Помер на шляху з Єгипта на батьківщину. Опис та характеристика діяльності Агесілая є в працях Ксенофонта (був знайомий з царем особисто), Корнелія Непота, Плутарха.